# Paradise (What About Us?)
Paradise (What About Us?) è un EP del gruppo musicale olandese Within Temptation, pubblicato nel 2013.

## Tracce
Testi e musiche di Martijn Spierenburg e Sharon den Adel.
1. Paradise (What About Us?) (feat. Tarja) – 5:21
2. Let Us Burn (demo version) – 5:38
3. Silver Moonlight (demo version) – 5:14
4. Dog Days (demo version) – 4:56

## Formazione
Gruppo
- Sharon den Adel – voce
- Martijn Spierenburg – tastiera
- Robert Westerholt – chitarra, voce death
- Stefan Helleblad – chitarra
- Ruud Jolie – chitarra
- Jeroen van Veen – basso
- Mike Coolen – batteria

Ospiti
- Tarja Turunen – voce (traccia 1)

## Pubblicazione
| Paese            | Data              |
| ---------------- | ----------------- |
| Mondo            | 27 settembre 2013 |
| America del Nord | 1º ottobre 2013   |
| Giappone         | 23 ottobre 2013   |